# Arcimbaldo di Borbone il Giovane
Arcimbaldo di Borbone (... – 1169) fu erede della Signoria di Borbone, premorto al padre.

## Origine
Arcimbaldo, secondo la Histoire du Bourbonnais et des Bourbons qui l'ont possédé, Volume 1, era l'unico figlio maschio del Signore di Borbone, Arcimbaldo VII e della moglie, Agnese di Savoia, figlia di Umberto II, il sesto Conte di Savoia e Conte d'Aosta e Moriana e marchese d'Italia.
Arcimbaldo VII di Borbone, sia secondo le Gesta Ambaziensium Dominorum, sia secondo gli Etude sur la chronologie des sires de Bourbon, Xe-XIIIe siecles, era figlio del Signore di Borbone, Aimone II il Vaire-Vache e della moglie, Lucia di Nevers, che, secondo la Origine et Historia Brevi Nivernensium Comitum, era figlia di Guglielmo, conte associato di Tonnerre.

## Biografia
Arcimbaldo, secondo il Chronicon Cluniacense nacque nel 1140.
Arcimbaldo (Archimbaudus de Borbonio iuvenis), secondo il documento n° XXXVI del Fragments du cartulaire de La Chapelle-Aude, in una data imprecisata, con l'approvazione della madre, Agnese (Agnes comitissa Borbonis, inclita mater eius), fece una donazione alla chiesa di Chapelle-Aude (ecclesiam et villam Capelle Aude).
Il Chronicon Cluniacense riporta la morte di Arcimbaldo (Archimbaudus VII, filius sequentis Archimbaudi) nel 1169 (MCLXIX).
Suo padre, Arcimbaldo VII morì nel 1171; anche il Chronicon Cluniacense riporta la morte di Arcimbaldo VII (Archimbaudus VI, filius Aymonis) nel 1171 (MCLXXI). Essendogli premorto il suo unico figlio maschio, Arcimbaldo, nella signoria, gli succedette la nipote, la figlia di Arcimbaldo, Matilde.
Il documento n° 27A, datato 1196, inerente alla conferma dei costumi di Souvigny da parte di Matilde e del marito Guy II di Dampierre (Guido de Donopetro tunc dominus de Borbonio et Mahaut uxor mea), cita Arcimbaldo, il padre e la madre (Archinbaudi de Borbonio et Agnetis uxoris sue et Archinbaudi eorundem filii), quali concessionari delle libertà di Souvigny.

## Matrimonio e discendenza
Arcimbaldo, secondo la Histoire du Bourbonnais et des Bourbons qui l'ont possédé, aveva sposato Alice di Borgogna (1146 - 1192), figlia del duca di Borgogna, Oddone II, e della moglie Maria di Blois, che, rimasta vedova, in seconde nozze, sposò Oddone di Déols, come conferma il Gaufredi Prioris Vosiensis, Pars Altera Chronici Lemovicensis XXI.
Arcimbaldo da Alice ebbe un'unica figlia:
- Matilde (1165 - † 1228), Signore di Borbone[10].

## Ascendenza
|                                  |                     |                               | Genitori              |  |  | Nonni |  |  | Bisnonni                 |  |  | Trisnonni                 |  |
|                                  |                     |                               |                       |  |  |       |  |  | Arcimbaldo IV di Borbone |  |  | Arcimbaldo III di Borbone |  |
|                                  |                     |                               |                       |  |  |       |  |  | Arcimbaldo IV di Borbone |  |  | Arcimbaldo III di Borbone |  |
|                                  |                     | Beltrude                      |                       |  |  |       |  |  | Arcimbaldo IV di Borbone |  |  |                           |  |
| Aimone II di Borbone             |                     |                               |                       |  |  |       |  |  | Arcimbaldo IV di Borbone |  |  |                           |  |
|                                  |                     | Beliarda                      | …                     |  |  |       |  |  |                          |  |  |                           |  |
|                                  |                     | Beliarda                      | …                     |  |  |       |  |  |                          |  |  |                           |  |
|                                  |                     | Beliarda                      | …                     |  |  |       |  |  |                          |  |  |                           |  |
| Arcimbaldo VII di Borbone        |                     | Beliarda                      |                       |  |  |       |  |  |                          |  |  |                           |  |
|                                  |                     | Guglielmo II, conte di Nevers | …                     |  |  |       |  |  |                          |  |  |                           |  |
|                                  |                     | Guglielmo II, conte di Nevers | …                     |  |  |       |  |  |                          |  |  |                           |  |
|                                  |                     | Guglielmo II, conte di Nevers | …                     |  |  |       |  |  |                          |  |  |                           |  |
| Lucia di Nevers                  |                     | Guglielmo II, conte di Nevers |                       |  |  |       |  |  |                          |  |  |                           |  |
|                                  |                     | …                             | …                     |  |  |       |  |  |                          |  |  |                           |  |
|                                  |                     | …                             | …                     |  |  |       |  |  |                          |  |  |                           |  |
|                                  |                     | …                             | …                     |  |  |       |  |  |                          |  |  |                           |  |
| Arcimbaldo di Borbone il Giovane |                     | …                             |                       |  |  |       |  |  |                          |  |  |                           |  |
|                                  | Amedeo II di Savoia | Oddone di Savoia              |                       |  |  |       |  |  |                          |  |  |                           |  |
|                                  | Amedeo II di Savoia | Oddone di Savoia              |                       |  |  |       |  |  |                          |  |  |                           |  |
|                                  | Amedeo II di Savoia | Adelaide di Susa              |                       |  |  |       |  |  |                          |  |  |                           |  |
| Umberto II di Savoia             | Amedeo II di Savoia |                               |                       |  |  |       |  |  |                          |  |  |                           |  |
|                                  |                     | Giovanna di Ginevra           | Geroldo II di Ginevra |  |  |       |  |  |                          |  |  |                           |  |
|                                  |                     | Giovanna di Ginevra           | Geroldo II di Ginevra |  |  |       |  |  |                          |  |  |                           |  |
|                                  |                     | Giovanna di Ginevra           | Gisela di Borgogna    |  |  |       |  |  |                          |  |  |                           |  |
| Agnese di Savoia                 |                     | Giovanna di Ginevra           |                       |  |  |       |  |  |                          |  |  |                           |  |
|                                  |                     | Guglielmo I di Borgogna       | Rinaldo I di Borgogna |  |  |       |  |  |                          |  |  |                           |  |
|                                  |                     | Guglielmo I di Borgogna       | Rinaldo I di Borgogna |  |  |       |  |  |                          |  |  |                           |  |
|                                  |                     | Guglielmo I di Borgogna       | Alice di Normandia    |  |  |       |  |  |                          |  |  |                           |  |
| Gisella di Borgogna              |                     | Guglielmo I di Borgogna       |                       |  |  |       |  |  |                          |  |  |                           |  |
|                                  |                     | Stefania                      | …                     |  |  |       |  |  |                          |  |  |                           |  |
|                                  |                     | Stefania                      | …                     |  |  |       |  |  |                          |  |  |                           |  |
|                                  |                     | Stefania                      | …                     |  |  |       |  |  |                          |  |  |                           |  |
|                                  |                     | Stefania                      |                       |  |  |       |  |  |                          |  |  |                           |  |

### Fonti primarie
- (LA)  (FR)  Etude sur la chronologie des sires de Bourbon, Xe-XIIIe siecles.
- (LA)  (FR)  Titres de la maison ducale de Bourbon, tome premier
- (LA)  Fragments du cartulaire de La Chapelle-Aude
- (LA)  Chroniques des comtes d'Anjou
- (LA)  Recueil des historiens des Gaules et de la France, Tome 2
- (LA)  Recueil des historiens des Gaules et de la France, Tome 18

### Letteratura storiografica
- (FR)  Histoire du Bourbonnais et des Bourbons qui l'ont possédé, Volume 1.
- (FR)  R. Germain, Les sires de Bourbon et le pouvoir : de la seigneurie à la principauté, Actes des congrès de la Société des historiens médiévistes de l'enseignement supérieur public. № 23, 1992, pp. 195—210.